# イアン・マクファーソン
イアン・マクファーソン（英:Ian MacPherson、1939年 - 2013年11月16日）は、カナダの社会的経済学者、協同組合運動家。同じくカナダ出身で協同組合研究の碩学であったアレクサンダー・レイドロー博士の功績を引き継ぎ、協同組合原則の改訂に携わるなど、同国を世界で最も協同組合理論研究の進んだ国として印象付けた。

## 略歴
- 1939年 カナダ・トロントに生まれる。
- 1960年 ウィンザー大学で学士号取得後、高校教員として活躍。
- その後ウェスタンオンタリオ大学大学院で修士号(MA)と博士号(Ph.D.)を取得（歴史学）[1]。
- 1968年-1976年 ウィニペグ大学歴史学部で教鞭を執る。同大においてカナダの文学・文化・歴史・言語・社会などを包括的に取り扱う「カナディアン・スタディーズ」(英語版)のプログラムを創始。
- 1976年 ビクトリア大学歴史学研究科教授に就任。（1981年-1989年同学科長、92年-99年には同研究科を含む人文科学類(Humanity of UVic)のトップであるディーン（研究科長）を務めた[1]。
- 1989年-1993年 カナダ協同組合連合会初代会長
- 1995年 イギリスのマンチェスターで開かれた国際協同組合連盟(ICA)100周年記念大会で、「協同組合のアイデンティティに関するICA声明」を起草。
- 2000年 ビクトリア大学にブリティッシュ・コロンビア協同組合研究所（のちに「ブリティッシュ・コロンビア協同組合とコミュニティに基礎を置く経済の研究センター」と改称）を創設し、2008年まで所長を務めた[1]。
- 2013年 11月16日 急逝(享年74歳)[2][3]。
- 2014年 1月、生前の功績をたたえるとともに追悼の意を込めてビクトリア大学より名誉博士号(LLD法学)が贈られた[4][5]。

## 著書
- 「21世紀の協同組合原則 - ICAアイデンティティ声明と宣言」(日本協同組合学会、2000/12)